# Genimen ceylonicum
Genimen ceylonicum är en insektsart som beskrevs av Boris Petrovich Uvarov 1927. Genimen ceylonicum ingår i släktet Genimen och familjen gräshoppor. Inga underarter finns listade i Catalogue of Life.